# 룩 어웨이
《룩 어웨이》(영어: Look Away)는 캐나다에서 제작된 아사프 베른슈타인 감독의 2018년 심리 공포 드라마 영화이다. 인디아 아이슬리 등이 출연하였고, 데이나 러스티그 등이 제작에 참여하였다.

## 줄거리
17살 마리아 브레넌은 급우 마크가 주동하는 왕따를 당하는 외톨이 고등학생으로, 유일한 친구인 릴리를 부러워하고 릴리의 남자친구 숀을 남몰래 좋아하고 있다. 성형외과의인 아빠 댄은 마리아를 완벽하게 만들기 위해 수술을 권하는 한편 바람을 피워댄다. 댄의 불륜 정황을 알고 있지만 모르는 척하며 우울증을 앓는 다정한 엄마 에이미와도 소통이 잘 안 된지 오래이다.
마리아가 우연히 집 거울에 꽂혀 있던 쌍둥이의 초음파 촬영 사진을 본 뒤로 마리아에게 거울에 맺힌 자신의 상이 말하는 소리가 들리기 시작한다. 이 에어럼(Airam)은 마리아(Maria) 본인보다 공격적이며, 마리아가 무의식 속에 눌러두고 있던 감정들을 일깨워 준다. 마리아는 프롬 파티를 준비하며 릴리에게서 스케이팅을 배우지만 마리아가 넘어지자 릴리는 마리아를 버리고 간다. 프롬 파티에서 마크는 마리아를 빙판 위에서 끌고 다니며 치욕을 준다. 절망한 마리아는 키스를 통해 에어럼과 자리를 바꾼다.
에어럼은 마크가 자신을 괴롭히는 이유가 자신을 짝사랑하기 때문임을 밝혀 창피를 준 뒤 샤워실로 불러내 무릎을 꺾고 폭행한다. 또한 부모의 가식적인 결혼 생활을 끝내기 위해 에이미가 댄의 불륜 상대를 마주치게 만든다. 에어럼은 혼자 몰래 스케이팅을 연습한 뒤 릴리에게 다시 가르침을 부탁한다. 에어럼이 릴리를 위협하며 뒤쫓아가자 얼음 위에서 미끄러진 릴리는 노면에 머리를 박아 사망한다. 에어럼은 숀을 유혹해 그와 가까워지지만 에어럼을 수상하게 여긴 숀이 자신을 두고 모텔을 떠나려 하자 충동적으로 보드카 병으로 머리를 쳐서 숀을 죽인다.
거울에 갇힌 마리아가 통곡하는 가운데 에어럼은 벤의 병원에 찾아가 취한 척 옷을 벗고, 자신이 완벽하지 않아도 자신을 사랑할 수 있냐고 묻는다. 벤이 그렇다고 하자 에어럼은 메스로 벤의 목을 그어 죽인다. 에어럼은 사실 마리아의 쌍둥이 자매로 태어났으나 신체적 결함 때문에 에이미의 호소에도 불구하고 벤이 죽였던 것.
에어럼은 더 이상 거울 속에서 마리아를 보지 못하자 에이미의 침대에 누워 위로를 청한다. 에어럼과 마리아가 번갈아 에이미 곁을 차지한 모습이 연속 촬영 사진으로 나타나다가 에이미의 양 겨드랑이에 에어럼과 마리아가 사이좋게 붙어 있는 모습으로 영화가 끝이 나며 에어럼과 마리아가 하나로 합쳐졌음이 암시된다.

## 출연진
- 인디아 아이슬리 - 마리아 / 에어럼 역
- 미라 소비노 - 에이미 역
- 제이슨 아이작스 - 댄 역
- 퍼넬러피 미첼 - 릴리 역
- 해리슨 길버트슨 - 숀 역
- 존 C. 맥도널드 - 마크 역

## 제작
제작 중에는 “Behind the Glass”라는 가제를 달고 있었다.

## 기타 제작진
- 공동 제작: 제프 비즐리
- 배역: 낸시 네이어
- 의상: 에브렌 캐틀린
- 시각 효과: 장미셸 부블릴